# انسداد پهنای باند
انسداد پهنای باند کاهش عمدی سرویس اینترنت توسط ارائه دهنده اینترنت (ISP) است. این یک اقدام واکنشی است که در شبکه‌های ارتباطی برای تنظیم ترافیک شبکه و به حداقل رساندن تراکم پهنای باند استفاده می‌شود.

ISP ها یا ادمین های شبکه گاهی اوقات به طور عمد سرعت حرکت داده ها از طریق شبکه را تنظیم می کنند (کم یا زیاد) ، اقدامی که تحت عنوان انسداد پهنای باند شناخته میشود. دلایل مختلفی برای انسداد پهنای باند وجود دارد، از جمله محدود کردن ازدحام شبکه، به ویژه در شبکه های با دسترسی عمومی. ISP ها ممکن است برای کاهش استفاده یک کاربر خاص یا کلاس خاصی از کاربران از سرویس خاصی از انسداد پهنای باند استفاده کنند. ISPها همچنین می توانند پهنای باند را مسدود کنند تا استفاده تمام کاربران از شبکه یکنواخت شود.
انسداد می‌تواند مورد استفاده قرار گیرد تا به‌طور فعال بارگذاری کاربر را در برنامه‌هایی نظیر رسانه جاری، پروتکل‌های بیت‌تورنت و دیگر برنامه‌های به اشتراک‌گذاری فایل محدود کند، و حتی استفاده از پهنای باند کل را که در همه کاربران در شبکه ارائه می‌شود، محدود می‌کند.